# Repubblica Sovietica Popolare Corasma
La Repubblica Sovietica Popolare Corasma (in russo Хорезмская Народная Советская Республика?) è stata il successore del Khanato di Khiva nel febbraio 1920 (abdicazione dell'ultimo Khan Sayyid ʿAbd Allāh) e ufficialmente dichiarato il 26 aprile 1920. Il 20 ottobre 1923, si è trasformata in Repubblica socialista sovietica di Corasma (in russo Хорезмская Социалистическая Советская Республика?).
La RSS Corasma è sopravvissuta fino al 17 febbraio 1925, quando è stata divisa tra RSS Uzbeka, RSS Turkmena, e oblast' autonoma karakalpaka come parte della riorganizzazione dell'Asia centrale da parte di Mosca in base alla nazionalità.

## Presidente del comitato rivoluzionario
- Hoji Pahlavon Niyoz Yusuf (2 febbraio 1920 - marzo 1920)

## Presidente del governo provvisorio
- Jumaniyoz Sulton Muradoghli (marzo 1920 - 30 aprile 1920)

## Presidenti del Presidium dell'Assemblea Popolare dei Rappresentanti
- Hoji Pahlavon Niyoz Yusuf (30 aprile 1920 - 6 marzo 1921)
- Qoch Qoroghli (6 marzo 1921 - 15 maggio 1921) (presidenti dei comitati rivoluzionari provvisori)
- Khudoybergan Divanoghli (15 maggio 1921 - 23 maggio 1921)

## Presidenti del Presidium del Comitato esecutivo centrale
- Mulla Nozir (23 maggio 1921 - giugno 1921)
- Allabergan (giugno 1921 - settembre 1921)
- Ata Maqsum Madrahimoghli (settembre 1921 - 27 novembre 1921)
- Jangibay Murodoghli (27 novembre 1921 - 23 giugno 1922)
- Abdulla Abdurahmon Khojaoghli (23 giugno 1922 - 20 ottobre 1923)
- K. Safaroghli (20 ottobre 1923 - 1924)
- Sultonkari Jumaniyoz (1924)
- Temurkhoja Yaminoghli (1924 - 17 febbraio 1925)